# 諾薩切維奇
50°57′9″N 25°20′51″E / 50.95250°N 25.34750°E
諾薩切維奇（烏克蘭語：Носачевичі），是烏克蘭的村落，位於該國西北部，由沃倫州盧茨克區羅日謝市鎮負責管轄，始建於1570年，面積0.18平方公里，海拔高度176米，2001年人口289，人口密度每平方公里1,605.56人。